# Brothers in Arms (musikalbum)
Brothers in Arms är den brittiska rockgruppen Dire Straits femte studioalbum, utgivet den 13 maj 1985. 
Albumet består huvudsakligen av lättlyssnad pop/rock med influenser av jazz och folkmusik. Låtarna "Money for Nothing" (som backades av en för sin tid mycket avancerad musikvideo), "Walk of Life" och "Brothers in Arms" blev mer spelade än de övriga spåren på skivan, och har förekommit på samlingsskivor och konserter även avsevärt senare.
Siffror från 2012 visar att Brothers in Arms är det sjätte mest sålda musikalbumet genom tiderna. Eftersom albumet användes mycket för att demonstrera den då nya CD-tekniken ute i butikerna har en teori framlagts att den typiska köparen av albumet överensstämde väl med den typiska tänkbara köparen av en CD-spelare (som på den tiden kostade ett antal tusen kronor).[källa behövs] Albumet spelades in digitalt på en Sony 24-spårs rullbandspelare.
På albumets omslag visas Mark Knopflers National-gitarr (Style "O") från 1937, som användes på Romeo and Juliet. Den specifika gitarren användes dock aldrig på Brothers in Arms.

## Låtlista
Samtliga låtar skrivna av Mark Knopfler, såvida inte annat anges.
| 1. | So Far Away                              | 5:12 |
| 2. | Money for Nothing (Mark Knopfler, Sting) | 8:26 |

| 1. | Walk of Life      | 4:12 |
| 2. | Your Latest Trick | 6:33 |

| 1. | Why Worry             | 8:31 |
| 2. | Ride Across the River | 6:58 |

| 1.           | The Man's Too Strong | 4:40  |
| 2.           | One World            | 3:40  |
| 3.           | Brothers in Arms     | 6:59  |
| Total längd: | Total längd:         | 55:07 |

## Medverkande
- Mark Knopfler – gitarr, sång
- John Illsley – basgitarr
- Jack Sonni – gitarr
- Alan Clark – orgel, synt, piano
- Guy Fletcher – synt
- Terry Williams – trummor

### Övriga
- Omar Hakim – trummor
- Michael Brecker – saxofon
- Randy Brecker – horn
- Malcolm Duncan – tenorsaxofon
- Neil Jason – basgitarr
- Tony Levin – basgitarr
- Jimmy Maelen – slagverk
- Michael Mainieri – bakgrundssång
- Dave Plews – horn
- Sting – sång på "Money for Nothing"

## Produktion
- Producenter – Mark Knopfler, Neil Dorfsman
- Engineer – Neil Dorfsman
- Mastering – Bob Ludwig
- Design – Sutton Cooper, Andrew Prewett
- Omslagsfotografi – Deborah Feingold
- Målning – Thomas Steger

## Priser
- 1985 – "Brothers in Arms" – Best Engineered Recording, Non-Classical
- 1985 – "Money for Nothing" – Best Rock Performance by a Duo or Group with Vocal
- 2006 – "Brothers in Arms" – Best Surround Sound Album

## Listplaceringar
| Lista (1985)   | Position              |
| -------------- | --------------------- |
| Australien     | 1 (Kent Music Report) |
| Finland        | 1                     |
| Frankrike      | 1                     |
| Island         | 1 (DV Vinsældalisti)  |
| Kanada         | 1 (RPM)               |
| Nederländerna  | 1                     |
| Norge          | 1 (VG-lista)          |
| Nya Zeeland    | 1                     |
| Schweiz        | 1                     |
| Spanien        | 1                     |
| Storbritannien | 1 (UK Albums Chart)   |
| Sverige        | 1 (Topplistan)        |
| USA            | 1 (Billboard 200)     |
| Västtyskland   | 1                     |
| Österrike      | 1                     |

## Turné
Bandet åkte samma år ut på en 12 månader lång världsturné som varade från den 25 april 1985 till 26 april 1986, och med sina 234 spelningar är det troligtvis den längsta turné som har genomförts sett till antal spelningar under ett år.
De besökte Sverige och spelade fyra kvällar; den 25 och 26 oktober 1985 på Hovet i Stockholm, den 31 oktober 1985 i Himmelstalund i Norrköping. Dessutom en spelning på Café Opera den 24 oktober på den tiden då det anordnades hemliga spelningar där det inte släpptes några biljetter i förväg.
Låtlista under turnén
Alla låtar från albumet spelades, samt från tidigare album.
Exempel på låtlista:
- Ride Across the River
- Expresso Love
- One World
- So Far Away
- Romeo and Juliet
- Private Investigations
- Sultans of Swing
- Why Worry
- Walk of Life
- Two Young Lovers
- Money for Nothing
- Wild West End
- Tunnel of Love
- Brothers in Arms
- Solid Rock
- Going Home: Theme of the Local Hero

Övriga låtar som också spelades under turnén:
- Six Blade Knife (endast första konserten)
- Portobello Belle (sällsynt spelad)
- The Man's Too Strong
- Industrial Disease
- Your Latest Trick